# Герб Нидерландских Антильских островов
Герб Нидерландских Антильских островов состоит из щита, короны и девиза. На щите пять синих звезд на золотом фоне, на красном фоне — это пять Нидерландских Антильских островов, которые также есть на флаге. Корона на щите — корона голландского суверена. Под щитом лента с девизом: Libertate Unanimus («Свобода в Согласии»).
Существующий герб был принят 1 января 1986, в день, когда Аруба отделилась от Нидерландских Антильских островов и приобрела статус независимой территории в пределах Королевства Нидерландов.
Текущий герб заменял предыдущую версию, которая использовалась с 23 октября 1964. Та версия герба содержала шесть звезд, одна из которых означала Арубу.